# 국가방사선비상진료센터
국가방사선비상진료센터(國家放射線非常診療센터)는 방사능 사고 및 재난에 적절히 대응하기 위한 의료대책의 일환으로 설립된 대한민국 미래창조과학부 산하 한국원자력의학원 부설기관이다. 서울특별시 노원구 공릉동 215-4에 위치하고 있다.

## 설립 근거
- 원자력시설등의 방호 및 방사능방재대책법
- 방사선비상진료기관 운영 및 지원사업 처리규정[4]

## 연혁
- 2002년 6월      국가방사선비상진료센터 설치
- 2002년 9월 26일 국가방사선비상진료센터 개소식[5]
- 2004년 1월      세계보건기구 방사선비상진료네트워크(WHO/REMPAN)의 연락기관 지정
- 2006년 11월      한·중 원자력 공동위원회 국제회의 개최
- 2008년 8월 1일 레미스(방사선비상진료정보시스템) 구축

## 주요 업무

### 방사선비상진료체계구축
- 비상진료기관 방사선비상진료장비ㆍ방호약품 확충 및 유지 관리
- 국가방사선비상진료체계 운영시스템 강화
- 방사선비상진료요원 교육ㆍ훈련
- 방사능재난 대응 국제협력 및 방사선비상진료기술 연수

### 방사선비상진료분야 규제
- 원자력사업자 비상계획 승인 및 변경승인 심사
- 심사 수행절차서 작성으로 심사 수행 표준화
- 원자력사업자 방사능방재훈련 평가 지원 수행
- 훈련평가 수행절차서 작성으로 훈련 평가 수행 표준화
- 원자력사업자 비상계획 검사(방사능방재 검사 계획 수립
- 효율적 비상진료 안전규제 수행을 위한 비상진료 전문인력 확보 및 관리

### 사고피폭선량평가: 생물학적 선량평가시스템을 구축하여 판독특이자 및 피폭의심자 대상으로 염색체검사 수행
※ 물리적 및 임상적 선량평가는 평가방법에 대해서는 시스템 개선 및 보완단계에 있음

### 연구개발(R&D)
- 전임상연구
- 기초 원천 기술 개발
- 방사선 위해성 평가 연구

### 교육훈련
- 방사능방재교육 : 방사선비상 진료요원교육(신규/보수), 초동대응요원 교육(방사능사고 공동대응 과정/구급요원 과정)
- 방사능방재훈련 : 방사능테러대응 민•관•군 합동훈련, 방사능 방재훈련(비상진료 집중훈련, 한빛 합동훈련, 한울 연합훈련, 인접국가 방사능누출 사고 대응훈련)

### 대외협력
- IAEA, WHO/REMPAN 과의 비상진료 협력체제 유지
- 일본, 미국, 러시아 등과 교육훈련 및 비상진료 연구개발 협력
- 아시아 비상진료 네트워크 추진
- 국내 : 국군화생방방호사령부, 국군의무사령부, 중앙119구조본부, 한국수력원자력(주)방사선보건연구원
- 국외 : NIRP(중국), NIRS(일본), FMBA(러시아), IRSN(프랑스), RCRM(우크라이나), Hirosaki University(일본), FMU(일본)

## 조직

국가방사선비상진료센터 조직 및 부서소개

- 국가방사선비상진료센터 조직 및 부서소개